# Fred Kammer
August Frederick „Fred” Kammer, Jr. (New York, Brooklyn, 1912. június 3. –  Hobe Sound, Florida,   1996. február 21.) olimpiai bronzérmes amerikai jégkorongozó, amatőr golfozó.
1934-ben végzett a Princetoni Egyetemen. Az egyetemi tanulmányai alatt folyamatosan jégkorongozott, baseballozott és két évet golfozott.
Az 1936. évi téli olimpiai játékokon, a jégkorongtornán, Garmisch-Partenkirchenban játszott az amerikai válogatottban. Az első fordulóban csak a második helyen jutottak tovább a csoportból, mert az olasz csapat legyőzte őket hosszabbításban. A németeket 1–0-ra, a svájciakat 3–0-ra verték. A középdöntőből már sokkal simábban jutottak tovább. Három győzelem és csak a svédek tudtak ütni nekik 1 gólt. A négyes döntőben viszont kikaptak Kanadától 1–0-ra és 0–0-t játszottak a britekkel, valamint megverték a csehszlovákokat 2–0-ra és így csak bronzérmesek lettek. Csak az olaszok ellen elvesztett mérkőzésen játszott és nem ütött gólt.
Az olimpia után is játszott amatőrként a St. Nick Hockey Clubban. De, mint golfozó vált sikeressé és híressé. 1960-ig, 25 éven keresztül vett részt versenyeken. Üzletemberként is sikeres lett.